# Prairie Rose
Prairie Rose è un centro abitato (city) degli Stati Uniti d'America, situato nella Contea di Cass nello Stato del Dakota del Nord. Nel censimento del 2000 la popolazione era di 68 abitanti. La città è stata fondata nel 1975.

## Geografia fisica
Secondo i rilevamenti dell'United States Census Bureau, la località di Prairie Rose si estende su una superficie di 0,10 km², tutti occupati da terre.

## Popolazione
Secondo il censimento del 2000, a Prairie Rose vivevano 68 persone, ed erano presenti 19 gruppi familiari. La densità di popolazione era di 525 ab./km². Nel territorio comunale si trovavano 20 unità edificate. Per quanto riguarda la composizione etnica degli abitanti, il 100% era bianco.
Per quanto riguarda la suddivisione della popolazione in fasce d'età, il 35,3% era al di sotto dei 18, il 7,4% fra i 18 e i 24, il 25,0% fra i 25 e i 44, il 32,4% fra i 45 e i 64, mentre lo 0% era al di sopra dei 65 anni d'età. L'età media della popolazione era di 36 anni. Per ogni 100 donne residenti vivevano 100,0 maschi.